# Iniciativa per Catalunya Verds
Iniciativa per Catalunya Verds (ICV; deutsch Initiative für Katalonien Grüne) war eine links-ökologische (ökosozialistische) Partei mit regionalem Bezug in der spanischen autonomen Gemeinschaft Katalonien. Sie entstand aus einem Zusammenschluss der Iniciativa per Catalunya, die ursprünglich die katalanische Schwesterpartei der sozialistischen spanischen Izquierda Unida war, und der Els Verds – Confederació Ecologista de Catalunya, einer ökologisch orientierten Partei. Ab 2007 war die ICV Mitglied der Europäischen Grünen Partei.
Seit der spanischen Parlamentswahl 2004 und der Europawahl 2004 bildete sie eine gemeinsame Liste mit der Izquierda Unida, bei den Parlamentswahlen in Katalonien seit 2003 mit der neuen katalanischen Schwesterpartei der Izquierda Unida, der Esquerra Unida i Alternativa als ICV-EUiA. Dadurch hatte die ICV seit den spanischen Parlamentswahlen 2011 zwei Abgeordnete im spanischen Parlament und seit der Europawahl in Spanien 2009 einen im Europaparlament.
Im katalanischen Parlament erreichte die Liste ICV-EUiA in der Legislaturperiode 2006 bis 2010 nach der Parlamentswahl in Katalonien 2006 9,7 Prozent und stellte damit zwölf Abgeordnete. Sie war von 2003 bis 2010 Partner in der Drei-Parteien-Koalition mit der Partit dels Socialistes de Catalunya (PSC) und der Esquerra Republicana de Catalunya (ERC). Damit stützte die ICV die katalanische Regierung (seit 2006 unter Präsident José Montilla). Bei der Parlamentswahl in Katalonien 2010 verlor diese Regierungskoalition ihre Mehrheit. Die ICV-EUiA erreichte 7,4 Prozent und zehn Sitze. Bei der vorgezogenen Parlamentswahl in Katalonien 2012 gewann die ICV-EUiA hinzu. Sie erreichte 9,9 Prozent und 13 Sitze (davon zehn für die ICV). Bei der Wahl 2015 bildeten Podemos, ICV, EUiA und Equo das Wahlbündnis Catalunya Sí que es pot. Dieses erreichte 8,9 Prozent und elf Sitze, von denen drei auf die ICV entfielen.
Aufgrund finanzieller Probleme reichte die Partei am 6. Juli 2019 einen Insolvenzantrag bei Gericht ein, worauf das Handelsgericht Nummer 7 von Barcelona ein Insolvenzverfahren eröffnete. Der Richter hielt den ICV-Antrag für gerechtfertigt und ernannte einen Insolvenzverwalter, der mit der Liquidation fortfährt. Dazu gehört auch ein Antrag auf Beendigung des Arbeitsverhältnisses für die gesamte Belegschaft der Partei.
Am 13. März 2021 wurde die Partei unter dem Namen Esquerra Verda (Grüne Linke) neu gegründet.